# Union Générale Tunisienne du Travail

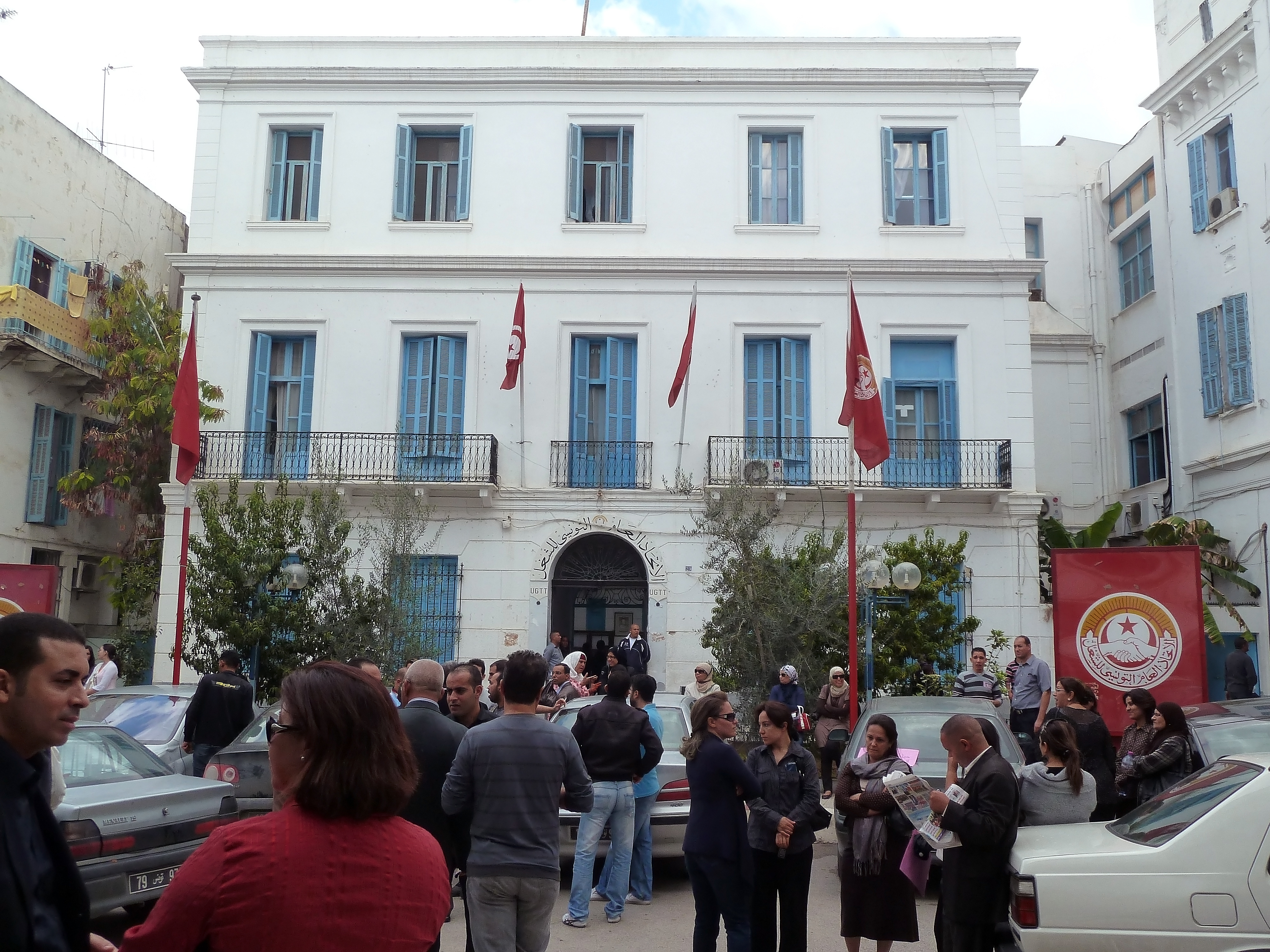
Sitz der UGTT in Tunis

Die Union Générale Tunisienne du Travail (UGTT; arabisch الاتحاد العام التونسي للشغل, DMG al-ittiḥād al-ʿāmm at-tūnisī li-š-šuġl) ist die Bezeichnung für den tunesischen Gewerkschaftsdachverband mit Sitz in Tunis. Als Bestandteil des Quartet du dialogue national wurde der UGTT 2015 der Friedensnobelpreis zugesprochen.
Der Verband wurde am 20. Januar 1946 auf Initiative ihres dann ersten Vorsitzenden Farhat Hached durch die Vereinigung einer Reihe von Einzelgewerkschaften gegründet. Die UGTT stand mit an der Spitze des Kampfes zur Erlangung der staatlichen Unabhängigkeit im März 1956 vom französischen Protektorat. Im Dezember 1952 wurde Farhat Hached, wohl im französischen Auftrag, ermordet. Nach der Unabhängigkeit kam es schnell zu Konflikten mit der neuen Regierung unter Habib Bourguiba. Der Staat versuchte immer wieder durch gewaltsame Eingriffe, seinen Einfluss geltend zu machen. Mehrfach wurden Gewerkschaftsvorsitzende inhaftiert. Bis zum Ende des autokratischen Regimes unter Zine el-Abidine Ben Ali schwankte die Haltung und das Selbstverständnis der Gewerkschaft, die als Einheitsgewerkschaft agiert, zwischen dem Ansatz einer Arbeitnehmervertretung und dem eines Transmissionsriemens des Staats, was insbesondere in höheren Funktionärskreisen überwog.
Nach der Revolution in Tunesien 2010/2011 spielte die Gewerkschaft eine wichtige Rolle als mächtige zivilgesellschaftliche Kraft im Demokratisierungsprozess und war unter anderem führend daran beteiligt, im Dezember 2013 die säkularen und islamistischen politischen Kräfte des Landes in einen Dialog zu bringen und im Januar 2014 die neue Verfassung der Republik Tunesien im Konsens zu verabschieden. Im Mai 2014 wurde die UGTT vom norwegischen Nobelpreiskomitee für diese Rolle als Kandidatin für den Friedensnobelpreis 2014 ausgewählt. Sie war zuvor von vier tunesischen Universitäten nominiert worden. Ein Jahr später wurde das der UGTT übergeordnete Quartet du dialogue national mit dem Nobelpreis ausgezeichnet.

## Vorsitzende (Generalsekretäre)
- 1946–1952: Farhat Hached
- 1952–1952: Nouri Boudali
- 1952–1954: Mohamed Kraïem
- 1954–1956: Ahmed Ben Salah
- 1956–1963: Ahmed Tlili
- 1963–1965: Habib Achour
- 1965–1970: Béchir Bellagha
- 1970–1978: Habib Achour
- 1978–1981: Tijani Abid
- 1981–1984: Taieb Baccouche
- 1984–1989: Habib Achour
- 1989–2000: Ismaïl Sahbani
- 2000–2011: Abdessalem Jerad
- seit 2011: Houcine Abassi
- seit 2017: Noureddine Taboubi